# Persée délivrant Andromède (Véronèse)
Pour les articles homonymes, voir Persée délivrant Andromède.
Persée délivrant Andromède est un tableau réalisé par le peintre italien Paul Véronèse vers 1575-1580. De format vertical, cette huile sur toile est une peinture mythologique qui représente Persée délivrant Andromède de Céto. Prêt à décocher un coup d'épée à ce monstre marin, le héros plonge depuis le ciel sous le regard de la jeune femme, qui est enchaînée à moitié nue à une falaise bouchant la droite de la composition. La scène se déroule devant un paysage urbain où se remarque un pont en arc.
Passée dans la collection privée de Nicolas Fouquet, puis entre les mains de Louis XIV, l'œuvre est accrochée au château de Versailles, à Versailles, puis au musée du Louvre, à Paris. Elle est conservée depuis 1801 au musée des Beaux-Arts de Rennes, à Rennes.